# Dharam Singh (1919–2001)
Dharam Singh Gill (ur. 19 stycznia 1919 w Gandiwind, zm. 5 grudnia 2001 w Czandigarh) – indyjski hokeista na trawie. Złoty medalista olimpijski z Helsinek.
Zawody w 1952 były jego jedynymi igrzyskami olimpijskimi w roli zawodnika. W turnieju rozegrał 3 spotkania. Dwanaście lat później ponownie triumfował na igrzyskach, tym razem jako trener reprezentacji swego kraju.